# Desenci
Desenci (německy: Destinzen) je část občiny Destrnik v Podrávském regionu ve Slovinsku. Je to sídlo typu vesnice.

## Geografie
Vesnice Desenci se nachází v nadmořské výšce 230 m n. m. v historickém regionu Dolní Štýrsko.

## Obyvatelstvo
V roce 2002 žilo ve vsi Desenci 34 obyvatel na ploše 141 ha.